# Straße von Roti
Die Straße von Roti (indonesisch Selat Rote) ist eine Meerenge im Timorarchipel der Kleinen Sundainseln. Sie trennt die Inseln Semau und Timor im Norden von Roti im Süden. Gleichzeitig verbindet die Wasserstraße die Sawusee im Westen mit der Timorsee im Osten. Von Norden her führt die Straße von Semau zur Straße von Roti zwischen den Inseln Timor und Semau.
Politisch gehört die Region zur indonesischen Provinz Ost-Nusa Tenggara. 